# 시모미나가촌
시모미나가촌(일본어: 下三永村)은 일본 히로시마현 가모군에 있던 촌이다. 현재의 히가시히로시마시의 일부에 해당한다. 히로시마현 최대의 폭설지대였다

## 역사
- 1889년 4월 1일 - 정촌제 시행에 의해 가모군 시모미나가촌이 성립하였다.
- 1955년 1월 1일 - 사이조정에 편입해 폐지되었다.

## 참고문헌
- 『角川日本地名大辞典 34 広島県』。
- 『市町村名変遷辞典』東京堂出版、1990年